# Smętowo (stacja kolejowa)
Smętowo – stacja kolejowa położona w północnej części Smętowa Granicznego. Według klasyfikacji PKP ma kategorię dworca lokalnego.

## Ruch pasażerski
| Rok  | Wymiana pasażerska na dobę |
| ---- | -------------------------- |
| 2017 | 500-699                    |
| 2022 | 700-999                    |

## Historia
Kolej dotarła do Smętowa w 1852 wraz z linią Bydgoszcz – Tczew, która łączyła Bydgoszcz z Królewską Koleją Wschodnią.
W 1902 Smętowo stało się węzłem kolejowym po wybudowaniu linii Smętowo – Skórcz. 7 lat później w 1909 wybudowano linię do Kwidzyna. W 1911 zbudowano drugi tor na odcinku Laskowice Pomorskie – Tczew.
27 października 1962 zamknięto ruch pasażerski na trasie Smętowo – Opalenie Tczewskie. Od tej pory ze Smętowa w stronę Kwidzyna jeździły tylko pociągi towarowe. W 1969 linia 131 została zelektryfikowana.
W 1995 zawieszono ruch w kierunku Skórcza, przez co Smętowo po 93 latach przestało być węzłem w ruchu pasażerskim. W 2001 ustał również ruch towarowy i linia w kierunku Szlachty stała się nieprzejezdna. W 2007, wraz z budową Autostrady A1, na krótko udrożniono ruch do Kopytkowa, gdyż ulokowano tam skład materiałów budowlanych, które dowożono koleją.

## Infrastruktura
Budynek dworca jest wielobryłowy. Został zbudowany z cegły i jest kryty dachówką. Perony mają nawierzchnię kostkową (tzw. kostka Bauma), a na peronach znajdują się wiaty peronowe.
Na stacji znajdowała się lokomotywownia, która np. w 1934 jako stacja trakcyjna podlegała Oddziałowi Mechanicznemu w Tczewie; w 1941 jako Lokbf Schmentau podległa Zakładowi Kolejowemu w Tczewie (Bw Dirschau). W 2005 obiekt był nieużywany i był w złym stanie.

## Wypadki
W dniu 30 sierpnia 2017 około godziny 21:55 na stacji Smętowo przejeżdżający planowo bez zatrzymania pociąg Twoich Linii Kolejowych 54170 „Pogoria” (PKP Intercity) relacji Gdynia – Bielsko-Biała/Zakopane, prowadzony lokomotywą EP07-395, uderzył w znajdującą się w skrajni lokomotywę spalinową S200-303 należącą do przewoźnika STK, której maszynista zignorował sygnał S1 (stój) wyświetlony na semaforze. W wyniku zdarzenia wykoleiły się lokomotywa pociągu pasażerskiego oraz 7 z 11 wagonów — jeden wagon przewrócił się, a kilka z nich po wykolejeniu zatrzymało się w pozycji mocno przechylonej. W pociągu znajdowało się około 200 pasażerów. Na skutek wypadku obrażenia odniosło 75 osób. Zdarzenie spowodowało wstrzymanie ruchu pociągów do godziny 3 nad ranem następnego dnia. Uszkodzeniu uległo ok. 400 metrów toru i 2 rozjazdy.